# Cyrtandra lacerata
Cyrtandra lacerata är en tvåhjärtbladig växtart som beskrevs av Brian Laurence Burtt. Cyrtandra lacerata ingår i släktet Cyrtandra och familjen Gesneriaceae. Inga underarter finns listade i Catalogue of Life.